# Maciej Niżynski
Maciej Niżynski (ur. 12 listopada 1965) – polski szachista, arcymistrz w grze korespondencyjnej.

## Kariera szachowa
W grze klasycznej posiada tytuł kandydata na mistrza. W 1989 r. wystąpił w finale drużynowych mistrzostw Polski w barwach klubu AZS Politechnika Wrocław, zajmując V miejsce. 
Największe sukcesy odnosił w szachach korespondencyjnych, w 1993 r. otrzymując tytuł mistrza międzynarodowego, a w 2000 r. – jako 6. Polak w historii – tytuł arcymistrza. Do jego sukcesów należą m.in. bardzo dobre wyniki podczas turniejów drużynowych: 6. Baltic Sea Team Tournament (1992–1997, I m. na IV szachownicy) oraz XIII Olimpiady (1998–2003, I m. na I szacohwnicy), jak również zwycięstwo w ćwierćfinale XVII Mistrzostw świata (1995–2002).
Najwyższy ranking w karierze osiągnął 1 stycznia 1988 r., z wynikiem 2335 punktów dzielił wówczas 60-70. miejsce wśród polskich szachistów. Od 1998 r. nie startuje turniejach klasyfikowanych przez Międzynarodową Federację Szachową.